# スプートニク計画
スプートニク計画（スプートニクけいかく）は1950年代後半に旧ソ連によって地球を回る軌道上に打ち上げられた、人類初の無人人工衛星の計画である。スプートニク (Спутник, Sputnik) という言葉の原義は、ロシア語で「付随するもの」という意味。それが転じて、「衛星」もしくは「人工衛星」を意味するようになった。
スプートニクはどれもR-7型ロケットによって軌道上に打ち上げられた。これは、元々は弾道ミサイル打ち上げ用に設計・開発されたものである。これらの打ち上げ成功はソ連国民を勇気付ける一方、冷戦の相手であるアメリカ国民にショックを与え、宇宙開発競争の火蓋を切ることとなった。
なお、スプートニク3号まではソ連により正式に「スプートニク」と命名されたが、4号以降は正式名称ではなく、中には正式名称を知らなかった西側諸国により仮にスプートニクの連番で命名されたものもある。

## スプートニク1号

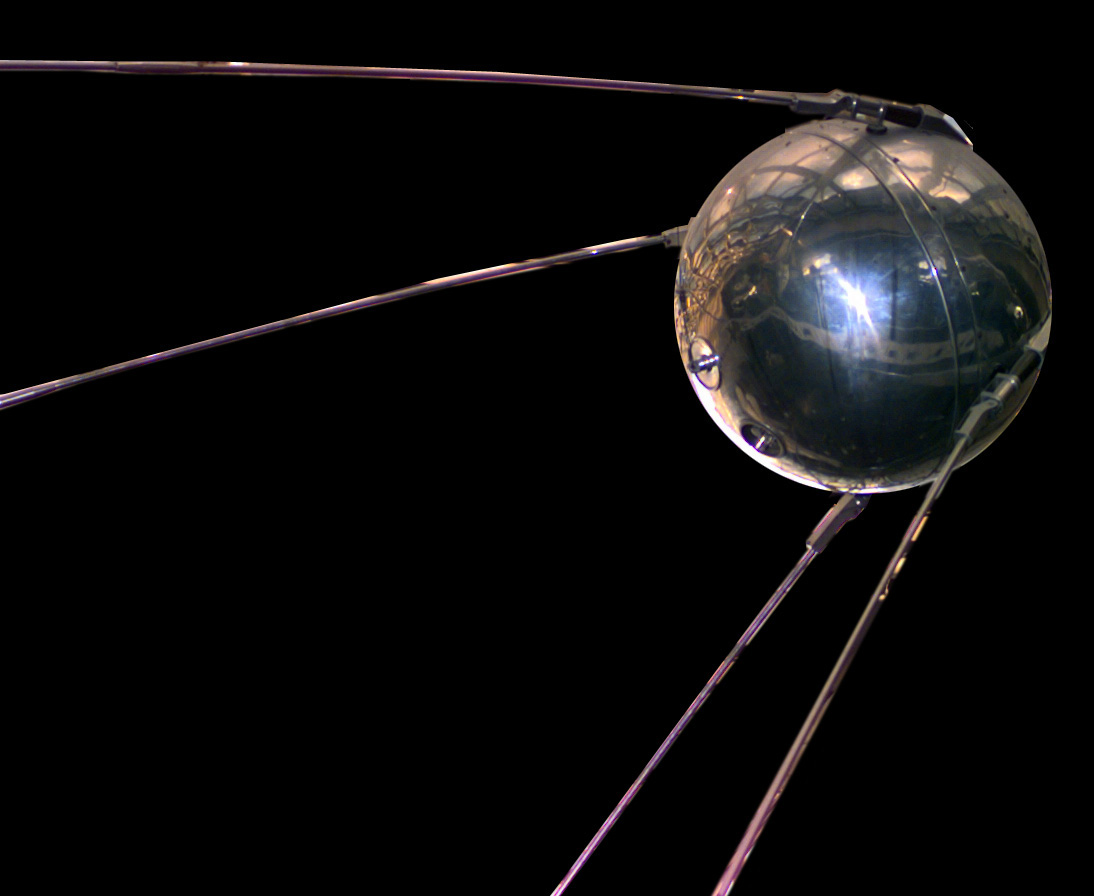
スプートニク1号

スプートニク1号は1957年10月4日に打ち上げられた、世界初の人工衛星である。重量83kg、直径58cmの球体に4本の棒状アンテナが付いている。遠地点約950km、近地点約230km、軌道傾斜角65°の楕円軌道を96.2分で周回した。衛星本体から40.02MHzと20.05MHzの電波を発信することで電離層の観測を行った。この電波は世界各地で受信された。スプートニク1号は打ち上げ57日後、大気圏に再突入し消滅した。

### スプートニク・ショック
人工衛星打ち上げでソ連に先を越されたアメリカでは「スプートニク・ショック」が起こった。これは、アメリカが科学技術の分野で最先端であるという意識が、人工衛星打ち上げの事実により覆されたためである。その影響で、教育・軍事・科学技術部門の改革の必要性が認識され、アメリカ航空宇宙局（NASA:1958年）設立、アポロ計画（1961年）へとつながっていった。なお、アメリカ陸軍はスプートニクに対抗して、1958年1月31日にエクスプローラー1号（重量14kg）を打ち上げている。

## スプートニク2号
スプートニク1号の打上げの1ヶ月後である1957年11月3日にスプートニク2号が打ち上げられた。スプートニク2号は生物を宇宙へと連れ出すことを目的とし、搭乗席（気密室）が備えられた。このため本体の重量は1号と比較して約6倍の 508kg となった。
史上初の宇宙船クルーとして“ライカ”または“クドリャフカ”という名の雌の犬が搭乗し、人類に先がけて宇宙を旅することになった。

## スプートニク3号

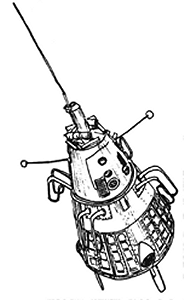
スプートニク3号

スプートニク3号は1958年2月3日、打ち上げ失敗。1958年5月15日、打ち上げ成功、重量約1327kg。地球物理学研究のための計測器を搭載。ただし、テープレコーダが故障し、バン・アレン帯の計測は失敗に終わった。

## スプートニク4号
1960年5月15日、打ち上げ。正式名称は「コラブリ・スプートニク1号」。

## スプートニク5号
1960年8月19日、打ち上げ。正式名称は「コラブリ・スプートニク2号」。犬2頭、ネズミ40匹、ラット2匹、その他いろいろな植物を積んでいた。宇宙船は翌日回収され、動物たちは全て無事帰還した。

## 西側諸国による仮名称としてのスプートニク
- スプートニク6号 - コラブリ・スプートニク3号（英語版）の西側諸国による名称。
- スプートニク7号 - Tyazhely Sputnikの西側諸国による名称。
- スプートニク8号 - ベネラ1号の西側諸国による名称。
- スプートニク9号 - コラブリ・スプートニク4号の西側諸国による名称。
- スプートニク10号 - コラブリ・スプートニク5号（英語版）の西側諸国による名称。
- スプートニク11号 - コスモス1号の西側諸国による名称。
- スプートニク12号 - コスモス2号の西側諸国による名称。
- スプートニク13号 - コスモス3号の西側諸国による名称。
- スプートニク14号 - コスモス4号の西側諸国による名称。
- スプートニク15号 - コスモス5号の西側諸国による名称。
- スプートニク16号 - コスモス6号の西側諸国による名称。
- スプートニク17号 - コスモス7号の西側諸国による名称。
- スプートニク18号 - コスモス8号の西側諸国による名称。
- スプートニク19号 - ベネラ2MV-1 No.1（英語版）の西側諸国による名称。
- スプートニク20号 - ベネラ2MV-1 No.2（英語版）の西側諸国による名称。
- スプートニク21号 - ベネラ2MV-2 No.1（英語版）の西側諸国による名称。
- スプートニク22号 - マルス2MV-4 No.1（英語版）の西側諸国による名称。
- スプートニク23号 - マルス1号の西側諸国による名称。
- スプートニク24号 - マルス2MV-3 No.1（英語版）の西側諸国による名称。
- スプートニク25号 - ルナE-6 No.2の西側諸国による名称。

## スプートニクを名称に含む他の衛星
スプートニクはロシア語で「衛星」の意味なので、スプートニク計画とは無関係の衛星・宇宙船にスプートニクの名を含むものがある。
- コラブリ・スプートニク
- DS (人工衛星) - ドネプロペトロフスク・スプートニク(Днепропетровск Спутник, Dnepropetrovsk Sputnik)の略
- IS（英語版） - イストレビテル・スプートニク(Истребитель Спутников, Istrebitel Sputnik)の略
- US-A - Управляемый Спутник Активный(Upravlyaemyj Sputnik Aktivnyj)の略。西側諸国による名称はRORSAT。

## スプートニク1号にちなんで命名されたもの
- RS-17 - ロシアのアマチュア無線衛星。スプートニク40号の別名がある。
- スプートニク41号（英語版） - ロシアのアマチュア無線衛星
- はやぶさ2のリュウグウ極軌道に投入されたターゲットマーカーC